# Saison 2005-2006 de Neuchâtel Xamax
Chronologie
Saison précédente Saison suivante
Cet article présente les faits saillants de la saison 2005-2006 du club Neuchâtel Xamax, un club de football de la ville de Neuchâtel en Suisse.

## Compétitions officielles

### Coupe de Suisse
| Date                       | Tour            | Adversaire | Niveau                | Lieu | Score | Buteurs du club                                    | Affluence |
| -------------------------- | --------------- | ---------- | --------------------- | ---- | ----- | -------------------------------------------------- | --------- |
| Dimanche 18 septembre 2005 | 1/32e de finale | FC Bex     | 1re Ligue (D3)        | Ext. | 4 - 0 | Agolli 26e, Griffiths 32e, Cordonnier 44e, Rey 58e | 1.750     |
| Samedi 22 octobre 2005     | 1/16e de finale | AC Lugano  | Challenge League (D2) | Ext. | 1 - 2 | Griffiths 32e                                      | 487       |

### Coupe Intertoto
| Date            | Tour              | Adversaire       | Niveau             | Lieu | Score | Buteurs du club                                                                      | Affluence |
| --------------- | ----------------- | ---------------- | ------------------ | ---- | ----- | ------------------------------------------------------------------------------------ | --------- |
| 18 juin 2005    | 1er tour - aller  | Ararat Erevan    | Aradżin chumb (D2) | Ext. | 3 - 1 | Griffiths 2e 32e, Muñoz 90e                                                          | 2.000     |
| 25 juin 2005    | 1er tour - retour | Ararat Erevan    | Aradżin chumb (D2) | Dom. | 6 - 0 | Baumann 14e, Oppliger 17e, Maraninchi 36e, Doudin 39e, Griffiths 64e, Cordonnier 86e | 1.800     |
| 2 juillet 2005  | 2e tour - aller   | AS Saint-Étienne | Ligue 1 (D1)       | Ext. | 1 - 1 | Lombardo 56e                                                                         | 32.021    |
| 10 juillet 2005 | 2e tour - retour  | AS Saint-Étienne | Ligue 1 (D1)       | Dom. | 1 - 2 | Maraninchi 79e                                                                       | 11.273    |

## Statistiques
| Compétition     | Débute au tour  | Termine         | Matches joués | Gagnés | Nuls | Perdus | Buts pour | Buts contre | Différence |
| --------------- | --------------- | --------------- | ------------- | ------ | ---- | ------ | --------- | ----------- | ---------- |
| Super League    | -               | 9e              | 36            | 9      | 6    | 21     | 41        | 70          | -29        |
| Coupe de Suisse | 1/32e de finale | 1/16e de finale | 2             | 1      | 0    | 1      | 5         | 2           | +3         |
| Coupe Intertoto | 1er tour        | 2e tour         | 4             | 2      | 1    | 1      | 11        | 4           | +7         |
| Total           | -               | -               | 38            | 12     | 7    | 23     | 57        | 76          | -19        |